# Český rozhlas
Český rozhlas (en català: «Ràdio txeca») és l'empresa de ràdio pública de la República Txeca. Fundada el 18 de maig de 1923, va ser un dels primers serveis radiofònics creats a Europa. En l'actualitat gestiona nou cadenes de ràdio (en analògic i digital), una xarxa de 13 emissores regionals i el servei internacional Radio Praga.
La ràdio pública és una empresa independent de la televisió pública (Česká televize). Ambdues són membres de la Unió Europea de Radiodifusió des de 1993.

## Història

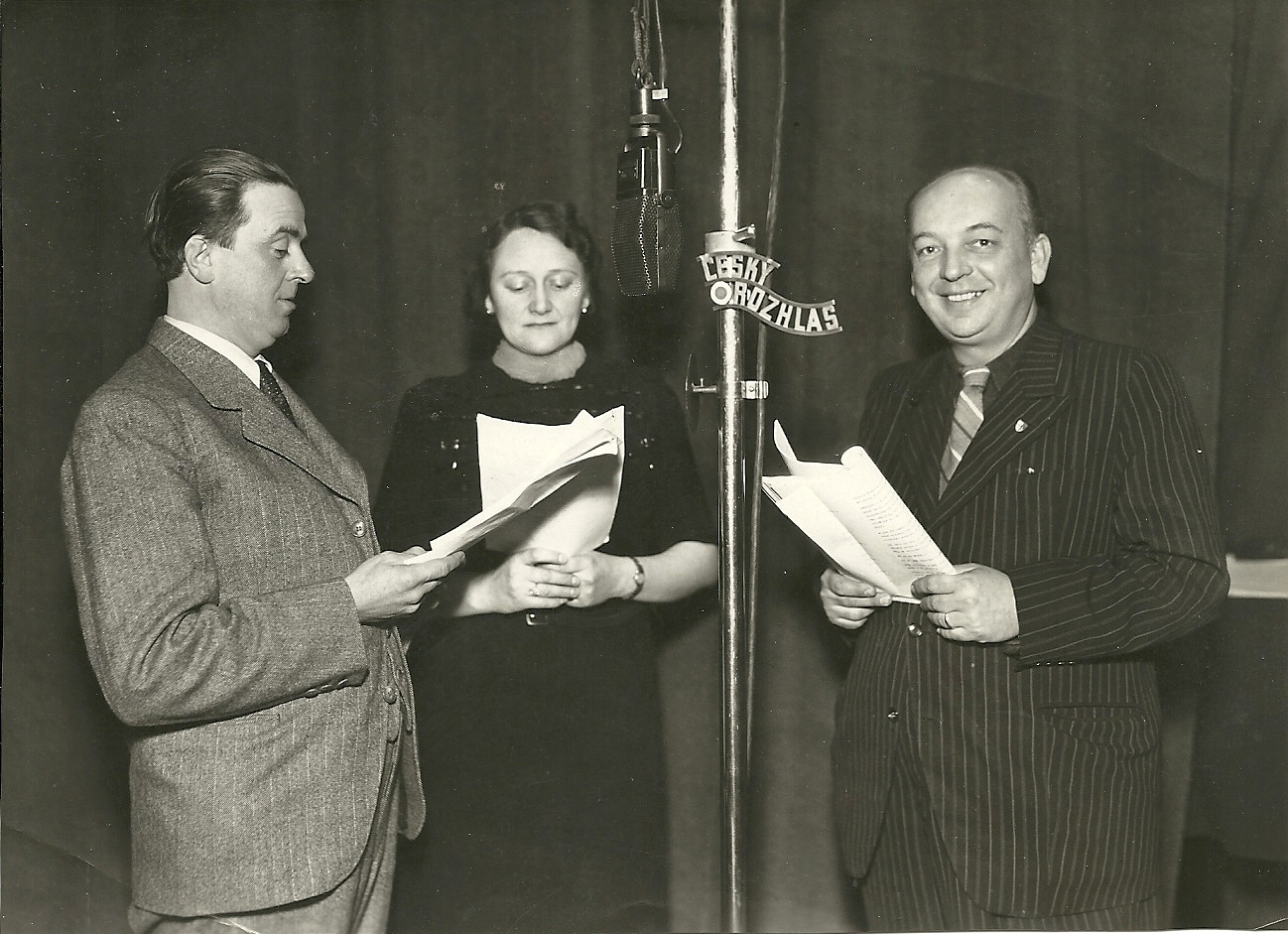
Locutors de Český rozhlas en la dècada de 1940.

L'actual Český rozhlas va començar les seves emissions en proves amb l'identificatiu Radiojournal el 18 de maig de 1923 des de Praga, de manera que va ser una de les primeres ràdios a Europa. Des de 1927 la seva seu es troba a Vinohradech, en ple centre de la capital. La història del servei està lligada a la formació de Txecoslovàquia, per la qual cosa va narrar alguns dels esdeveniments més importants de la seva història com la insurrecció de Praga (1945), per la qual les tropes nazis van assetjar l'edifici de la ràdio, i el cop d'estat de febrer de 1948.
El senyal de la ràdio txeca, integrada en l'empresa Československý rozhlas, es va ampliar el 1945 a la resta de ciutats de Txèquia com Plzeň, České Budějovice, Hradec Králové i Ústí nad Labem. Durant el període que Txecoslovàquia va ser socialista, tota la informació va estar controlada pel Partit Comunista de Txecoslovàquia. Igual que altres membres de la societat civil txeca, Český rozhlas va jugar un important paper per difondre la Primavera de Praga (1968) fins que la seva seu va ser presa per les tropes del Pacte de Varsòvia.
En els anys 1980 es va construir el gratacel City Tower per albergar la ràdio. No obstant això, quan les obres van acabar en 1996, l'empresa va haver de vendre'l perquè era massa gran.
Després de la revolució de Vellut, que va propiciar l'arribada de la democràcia i la dissolució de Txecoslovàquia, Český rozhlas es va convertir el 1991 en una organització amb independència editorial i en l'únic servei públic de ràdio de la República Txeca. El 1993 va ser acceptada en el si de la Unió Europea de Radiodifusió.
Per celebrar el seu 90è aniversari el 2013, Český rozhlas va organitzar una marató radiofònica de 48 hores des de la Plaça de Wenceslao.

## Organització
Český rozhlas és una empresa pública estatal amb seu a Praga (República Txeca) i delegacions en tot el país. A més de l'activitat artística i radiofònica, s'encarreguen d'actius com l'Orquestra Simfònica de la Ràdio de Praga, la Big Band de la Ràdio Checa i de dues agrupacions musicals infantils representatives de Txèquia, així com una Fundació Radiofònica per a obres de caritat, l'organització de concerts i concertinos i un departament d'innovació.
El major òrgan directiu és el Consell de la Ràdio Txeca, que s'encarrega d'assegurar el compliment del servei públic i els estatuts del grup. Els consellers trien al director general, que exerceix per un mandat de sis anys. D'altra banda, els consellers són triats per la cambra de diputats del parlament txec per a un mandat de sis anys, i un terç del Consell ha de renovar-se cada dos anys amb possibilitat de reelecció. Les diferents organitzacions socials poden proposar al parlament els seus candidats ideals. Existeix una llei d'incompatibilitats polítiques i econòmiques per garantir una major independència del càrrec.
L'empresa es finança amb un impost directe per a les empreses txeques de radiodifusió pública. La ràdio txeca no pot emetre publicitat. Existeix una Comissió de Vigilància per a assumptes relacionats amb la inspecció de la gestió financera del grup.
La ràdio txeca i la televisió txeca (Česká televize) funcionen per separat i no pertanyen a la mateixa organització.

## Serveis

### Nacional

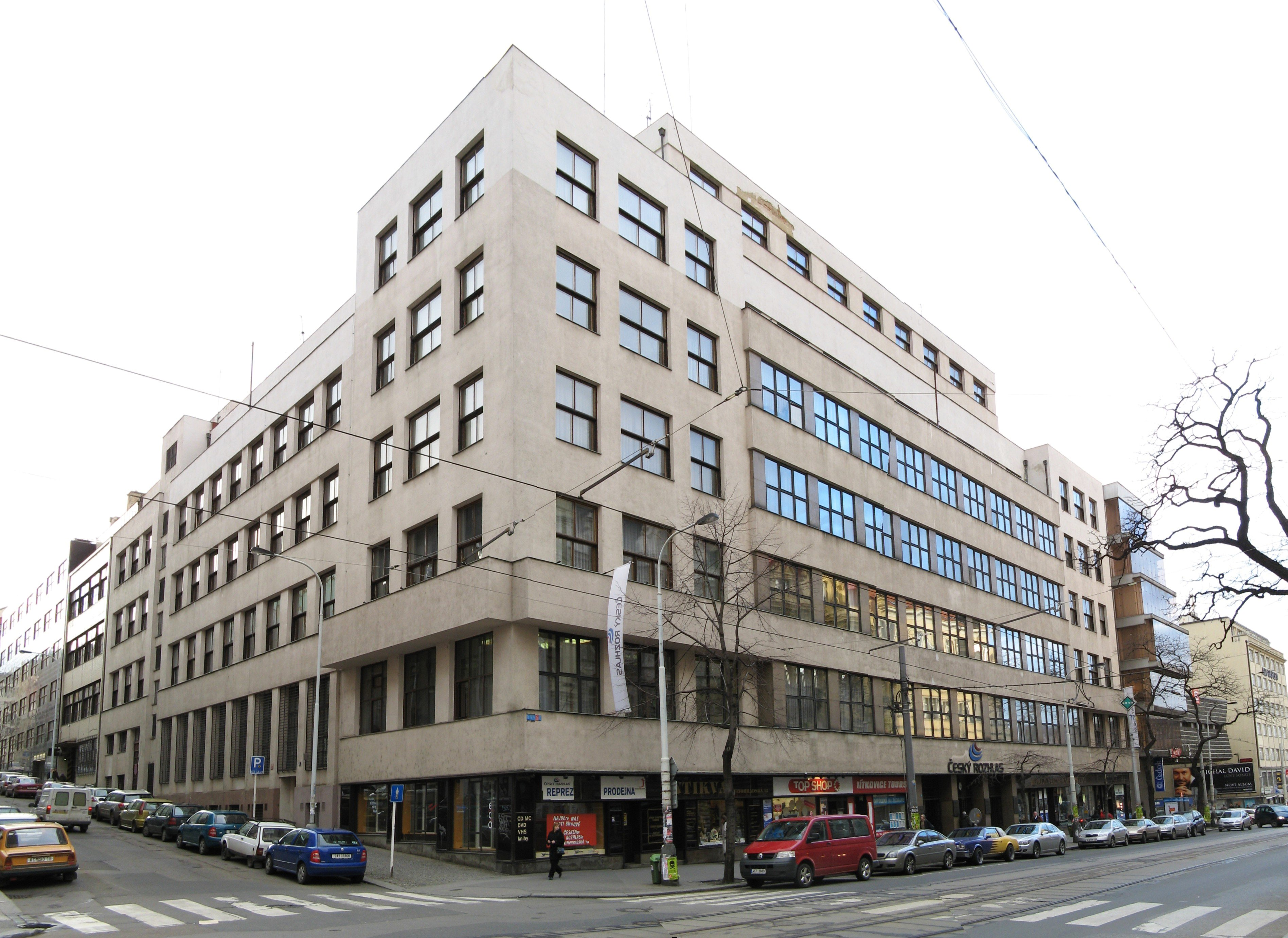
Seu de la ràdio txeca a Vinohrady, Praga.

- Radiožurnál (anteriorment, ČRo 1): Emissora generalista amb butlletins informatius i programes d'actualitat.
- Dvojka (anteriorment, ČRo 2): Programes d'entreteniment, divulgació i servei públic.
- Vltava (anteriorment, ČRo 3): Cadena cultural.
- Plus: servei complementari amb programes d'actualitat, cultura i divulgació.
- Radio Wave: emsiora juvenil i musical.
- D-dur: especialitzada en música clàssica.
- Jazz: especialitzada en música jazz i gèneres alternatius.
- Radio Junior: emissora digital infantil.
- Radio Retro: servei digital amb l'arxiu radiofònic de Český rozhlas.

### Regional

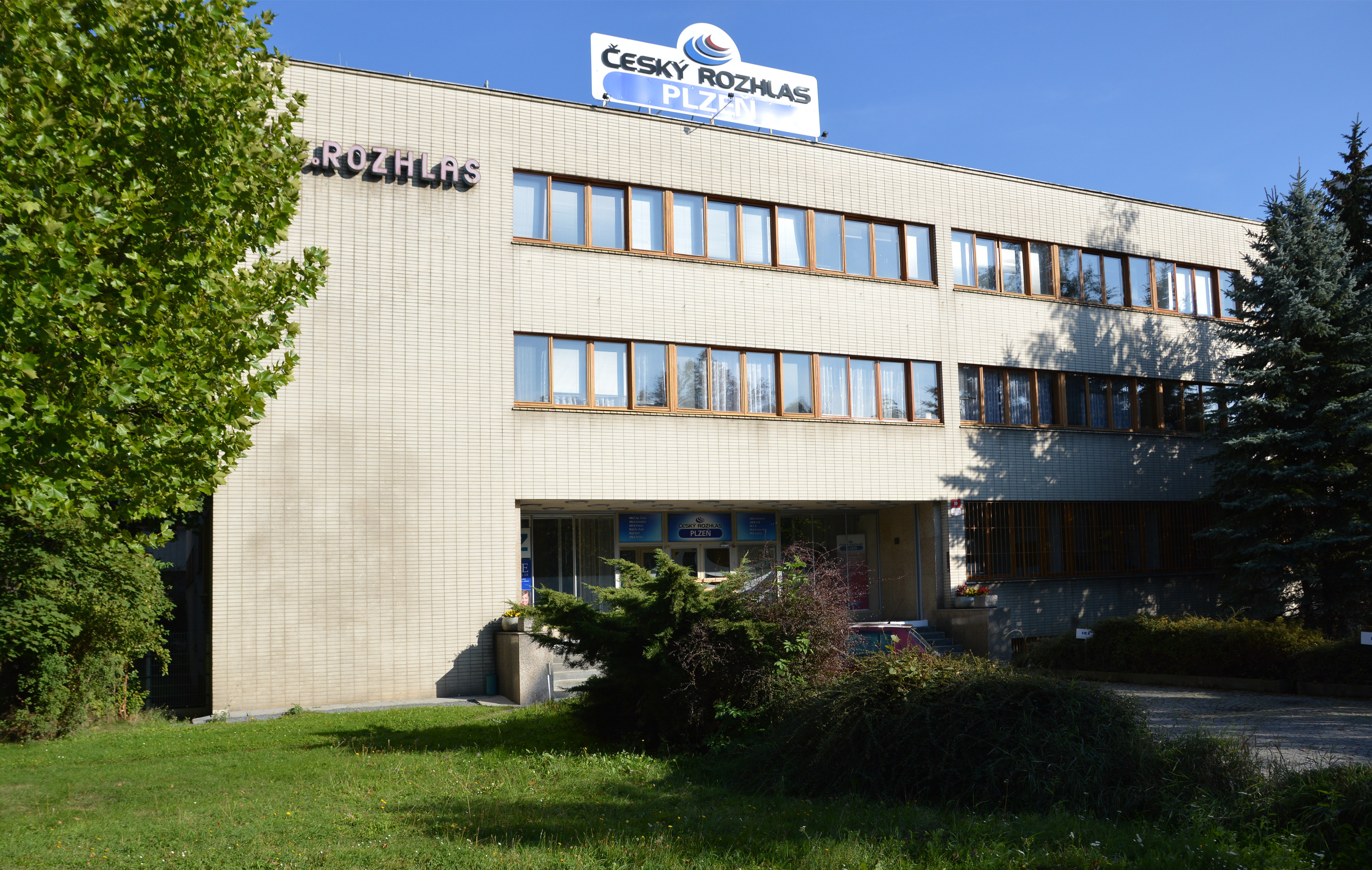
Delegació de la ràdio txeca a Olomouc.

Sota la marca Regionální stanice Českého rozhlasu (en català, estacions regionals), l'empresa gestiona les següents emissores amb continguts de proximitat:
- Brno (Brno)
- České Budějovice (České Budějovice)
- Hradec Králové (Hradec Králové)
- Karlovy Vary (Karlovy Vary)
- Olomouc (Olomouc)
- Ostrava (Ostrava)
- Pardubice (Pardubice)
- Plzeň (Plzeň)
- Regina (Praga)
- Region: Praha a strédni Čechy (Regió de Bohèmia Central)
- Region: Vysočina (Jihlava-Vysočina)
- Sever (Nord de Bohèmia)
- Sever - Liberec (Liberec)

### Internacional

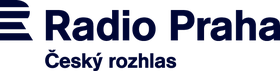
Logo de Radio Praga

- Radio Praga: va començar les seves emissions el 31 d'agost de 1936 i ofereix continguts en sis idiomes, inclòs l'espanyol. Pot sintonitzar-se a través de ràdio per satèl·lit i internet.